# Трофимов, Валентин Митрофанович
Валентин Митрофанович Трофимов (25 марта 1895, Саратов — 14 мая 1967, Москва) — российский и советский авиатор, прапорщик Севастопольской Военной авиационной школы, капитан, участник Первой мировой, Гражданской и Великой Отечественной войн.

## Биография
Валентин Митрофанович Трофимов родился 25 марта 1875 года в г. Саратове. Воспитывался в Саратовском 1-м реальном училище, в апреле 1915 г. окончил курс VII классов. В 1915-1916 годах учился в Петроградском политехническом институте (ЦГИА СПб, фонд 478, опись 3, дело 6754). В апреле 1916 г. поступил охотником в Отдел воздушного флота, вольноопределяющимся 1-й авиароты. Окончил Теоретические авиационные курсы при Петроградском политехническом институте. Командирован в Севастопольскую Военную авиационную школу, которую окончил 22.12.1917 г., произведён в прапорщики.
Участник Гражданской войны, лётчик 33-го корпусного авиаотряда (с 1919 г.). В активе имел 5 полётов (10 ч. 20 мин.) и 1 бомбометание. В июне 1919 г. принимал участие в авианалётах на переправы у реки Белой под г. Уфой против войск под командованием Фрунзе и Чапаева. 21.08.1919 г. прикомандирован к 3-му Сибирскому авиаотряду для несения боевой работы, имел 1 полёт (1 ч. 30 мин., 26.09.1919 г.). На январь 1920 г. в колчаковской авиации имел налёт боевых часов — 29 ч. 20 мин.
С 22.01.1920 г. лётчик 2-го авиаотряда Восточно-Сибирской Советской армии (бывший 3-й Сибирский авиаотряд Колчака). Служил в авиации Рабоче-крестьянской Красной армии. Участник авиационного перелёта «Москва — Пекин — Токио» (лето 1925 г.). Участник автопробега «Горький — Эривань — Горький» (лето 1934 г.). Лётчик-испытатель опытного самолёта КСМ-1 с мотором ГАЗ (1935 г.). Состоял в резерве по Главному управлению Гражданского воздушного флота. 14.10.1936 г. уволен в запас. Капитан запаса (1940 г.).
28.06.1941 г. призван из запаса, штурман 6-й военной авиационной школы. На июль 1942 г. штурман Воронежской военной авиационной школы пилотов. С октября 1942 г. по сентябрь 1943 г. лётчик 153-го завода Народного комиссариата авиационной промышленности СССР (НКАП) в г. Новосибирске. С сентября 1943 г. по январь 1945 г. заместитель командира лётного отряда НКАП в г. Москве. 15.01.1945 г. уволен в запас Красной Армии с откомандированием в НКАП. После войны вновь работал пилотом гражданской авиации.

### Личная жизнь
Был женат дважды, 2-м браком на Ольге Дмитриевне Бобковой (1900—1980-е).
Умер Валентин Митрофанович Трофимов 14 мая 1967 года в Москве, похоронен на Головинском кладбище.

## Награды[4]
- Орден Красной Звезды — 29.04.1944 г.
- Орден Красного Знамени — 03.11.1944 г.
- Орден Ленина — 21.02.1945 г.
- Орден Отечественной войны 2-й степени — 16.09.1945 г.

Имел знаки для лётчиков Гражданского воздушного флота СССР:
- за налёт 300 тысяч км — № 125 (1939 г.),
- за налёт 500 тысяч км — № 81 (1939 г.),
- за налёт 1 миллиона км — № 1466 (1952 г.).